# Кодила
Ко́дила (эст. Kodila) — деревня в волости Рапла уезда Рапламаа, Эстония.

## География и описание
Расположена в 35 км к югу от Таллина и в 9 км к северо-западу от уездного центра — города Рапла. Высота над уровнем моря — 60 метров. 
Официальный язык — эстонский. Почтовый индекс — 78404.

## Население
По данным переписи населения 2021 года, в Кодила проживали 257 человек, из них 242 (94,2 %) — эстонцы.
Численность населения деревни Кодила:
| Год  | 1959 | 1970  | 1979  | 1989  | 2000  | 2011  | 2021  |
| ---- | ---- | ----- | ----- | ----- | ----- | ----- | ----- |
| Чел. | 142  | ↗ 205 | ↗ 210 | ↗ 315 | ↗ 340 | ↘ 268 | ↘ 257 |

## История
В Датской поземельной книге 1241 года упоминается как Kotial, в 1389 году — Codyelle.
Кодила — старинная деревня, на месте которой не позднее 1436 года возникла мыза, которая в 1920-х годах была государственной. После Второй мировой войны на месте мызы возникло поселение. Официальный статус деревни Кодила получила в 1977 году.

## Инфраструктура
В деревне Кодила есть детский сад, школа и магазин.

### Комментарии
1. ↑  Эстонские топонимы, оканчивающиеся на -а, не склоняются (исключение — Нарва)